# Пащенко Тетяна Болеславівна
Тетя́на Болесла́вівна Па́щенко (*1990?) — українська майстриня-вишивальниця. Заслужений майстер народної творчості України.

## Біографічні відомості
Народилась в багатодітній родині колгоспників (батьки мали семеро дітей). Закінчила Щигліївську школу та навчалась у технікумі радіоелектроніки.
Почала вишивати у 2005 роціщось не в’яжеться —У 15-річному віці у Тетяни Пащенко лікарі діагностували невиліковну хворобу. . Причиною взятися за вишивання стала важка хвороба.
Вишиває картини, сама розробляє схему вишивки. Її роботи експонувалися на персональній виставці в державному університеті імені Т. Г. Шевченка, Кмитівському музеї образотворчого мистецтва імені Й. Д. Буханчука, музеї архітектури та побуту в Києві, на виставці «Майстерний червень» в Житомирі, Житомирській обласній універсальній науковій бібліотеці імені Олега Ольжича, Народному історичному музеї (м. Коростишів).

## Картина «Сімейне подружжя»
Тетяна Болеславівна вишила власноруч портрет президента Зеленського та першої Леді, дала назву портрету «Сімейне подружжя». Схему даного портрету розробила сама, виконання картини зайняло близько 5 місяців. Розміри картини: 57×77 сантиметрів. Картина вже захищена автоським правом та чекає на зустріч з Володимиром Зеленським.

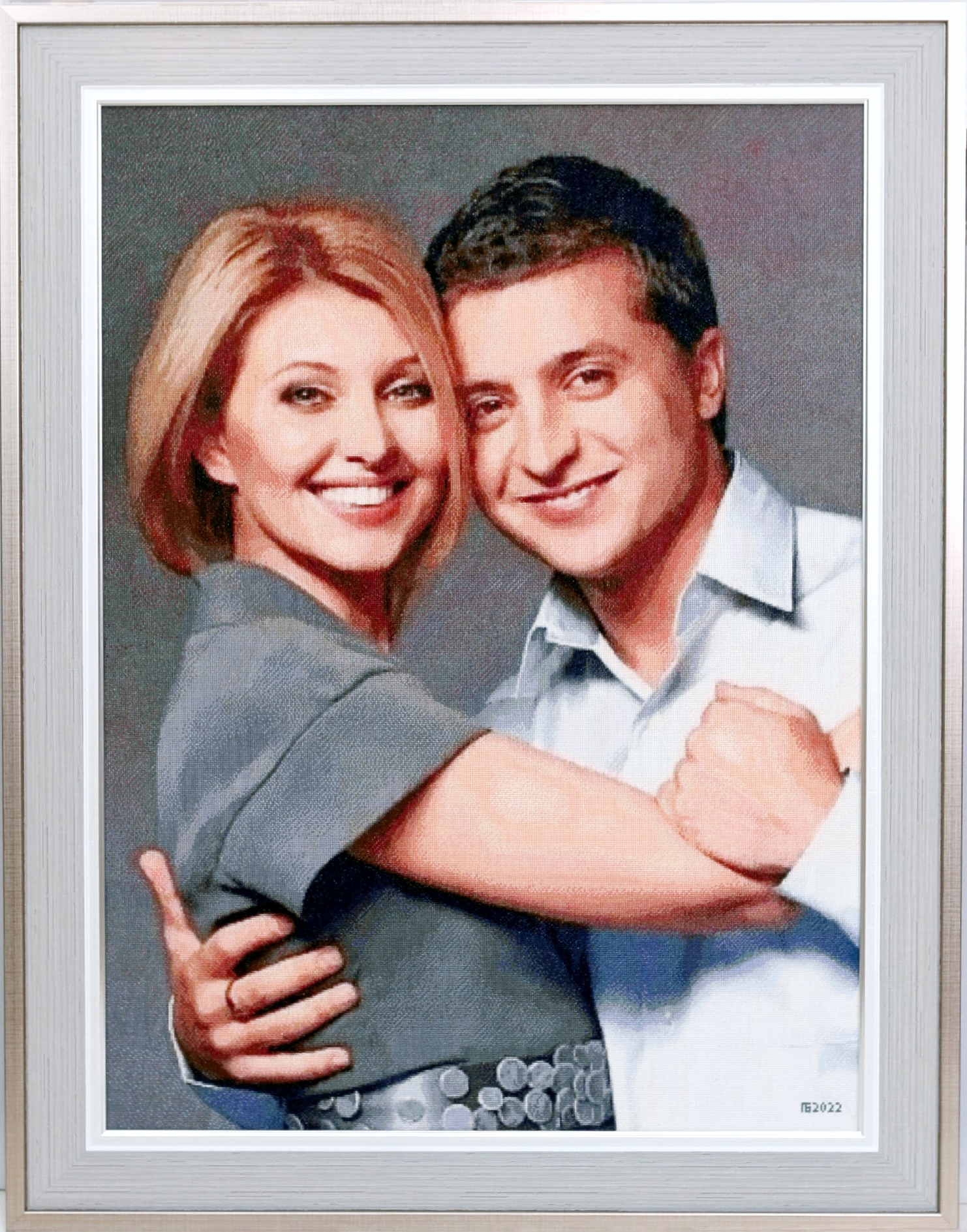
Твір Тетяни Пащенко «Сімейне подружжя»

Дану роботу вона планує продати а виручені кошти передати на допомогу ЗСУ. «Хочу зустрітися з президентом, щоб він розписався на своїй сорочці. Потім планую картину продати, а отримані кошти спрямувати на допомогу армії», — розповідала Пащенко.